# Plattfuß am Nil
Plattfuß am Nil (Originaltitel: Piedone d’Egitto) war der letzte von vier Teilen der erfolgreichen Plattfuß-Serie, in deren Mittelpunkt der füllige Kriminalkommissar Manuele Rizzo – Spitzname Plattfuß – und sein Assistent Pedro Caputo stehen. Er folgte auf den Film Plattfuß in Afrika.

## Handlung
Der Araber Omar Hakim gibt der Polizei von Neapel einen Tipp, durch den es Kommissar Rizzo gelingt, ein entführtes Mädchen zu befreien. Es handelt sich um Connie, die Nichte des Ölmillionärs Lee G. Burns. Dieser bietet Rizzo daraufhin eine gut bezahlte Stelle als Sicherheitsmann an. Rizzo lehnt zunächst ab, doch wenig später wird Omar ermordet und der Käferforscher Professor Cerullo entführt. Dieser hatte behauptet, eine Entdeckung gemacht zu haben, die für Burns von großem Interesse sei.
Rizzo folgt Burns daraufhin nach Ägypten. Begleitet wird er von seinem Assistenten Caputo sowie seinem Adoptivsohn Bodo (aus Plattfuß in Afrika), der sich gegen Rizzos Willen unbemerkt an Bord des Flugzeugs geschmuggelt hat. Nachdem mehrere Anschläge gegen ihn verübt worden sind, gelingt es dem Kommissar schließlich, einen der Entführer zu verhören. Er erfährt, dass sein Gegner ein Mann ist, welcher „der Schwede“ genannt wird. Außerdem kann er in Erfahrung bringen, wo der Professor gefangen gehalten wird. Er befreit ihn daraufhin. Wenig später wird der Professor jedoch erneut entführt. Rizzo folgt den Entführern in die Wüste, wo er ebenfalls gefangen genommen wird. Er trifft auf den Schweden sowie auf Zakar, den eigentlichen Drahtzieher, der ihn sowie Burns, Connie und Caputo auf qualvolle Weise töten möchte, damit er Professor Cerullos Entdeckung selbst nutzen kann: Dieser will einen Käfer entdeckt haben, dessen Auftreten Erdölvorkommen anzeigen soll.
Mit Hilfe des Anführers der Nomaden, welcher der Bruder des vom Schweden getöteten Omar ist, kann Rizzo sich aber befreien. Nach einer Prügelei übergibt er die Gangster der Armee und kehrt nach Neapel zurück. Dort forscht der Professor wieder nach dem Ölkäfer. Als er mit Hilfe des Käfers vermeintlich Öl findet, hat er jedoch nur die Altölleitung des Hafens angebohrt.

## Deutsche Fassung
Rainer Brandt schrieb das Dialogbuch und führte auch Regie. Nachdem in den ersten beiden Plattfuß-Filmen Wolfgang Hess Bud Spencer synchronisiert hatte und im dritten Teil Martin Hirthe, war nun Arnold Marquis als Kommissar Rizzo zu hören. Damit spricht nur Friedrich W. Bauschulte dessen Assistenten Caputo in allen vier Filmen.
In der DDR wurde 1982 eine eigene Synchronfassung von der DEFA erstellt, in welcher Spencer von Wolfgang Dehler gesprochen wurde. Das Dialogbuch schrieb Wolfgang Woizick und Horst Schappo führte Regie. Im Fernsehen und allen Veröffentlichungen wird ausschließlich die Brandt-Version verwendet. Die Fassung der DEFA wurde jedoch im Juni 2023 einmalig im Bud-Spener-Museum in Berlin gezeigt.
| Darsteller        | Charakter                            | Synchronsprecher BRD     | Synchronsprecher DDR 1982 |
| ----------------- | ------------------------------------ | ------------------------ | ------------------------- |
| Bud Spencer       | Kommissar Manuele Rizzo / „Plattfuß“ | Arnold Marquis           | Wolfgang Dehler           |
| Enzo Cannavale    | Pedro Caputo                         | Friedrich W. Bauschulte  | Erhard Köster             |
| Angelo Infanti    | Hassan                               | Wolfgang Völz            | Harald Warmbrunn          |
| Cinzia Monreale   | Connie Burns                         | Evelyn Maron             | Heide Gebauer             |
| Karl Otto Alberty | „Der Schwede“                        | Karl Schulz              | Karl Sturm                |
| Adel Adham        | Elver Zakar                          | Heinz Petruo             | Hinrich Köhn              |
| Mahmoud Kabil     | Leutnant Kevir                       | Frank Glaubrecht         | Frank-Otto Schenk         |
| Baldwyn Dakile    | Bodo                                 | Dorette Hugo             |                           |
| Robert Loggia     | Lee G. Burns                         | Randolf Kronberg         | Horst Lampe               |
| Leopoldo Trieste  | Professor Cerullo                    | Friedrich Georg Beckhaus | Fred Alexander            |

## Kritik
„Vierter Film der ‚Plattfuß‘-Reihe – ganz nach dem gewohnten Muster der Prügelkomödien inszeniert.“

„Bud Spencer als Kommissar Rizzo, der am Nil einer Terrorbande nachspürt, wandelt mit einer Unauffälligkeit unter Ägyptens Palmen, daß sich die phlegmatischsten Kamele nach ihm umdrehen. Fragwürdige Höhepunkte wieder jene Monsterbalgereien, in denen scheinbar ein drittklassiger Klamaukregisseur die Peking-Oper in die Action eines Italowesterns umzustrukturieren versucht. Und das am Nil …!“

## Veröffentlichung
Der Film erschien am 3. März 2005 bei Paramount auf DVD. 2012 folgte eine neu abgetastete HD-Version auf Blu-ray.
1982 war der Film bereits auf VHS erschienen.